# Ķ
O Ķ (minúscula: ķ) é uma letra (K latino, adicionado de uma cedilha) utilizada no alfabeto letão. É, no entanto, pouco utilizada, com uma frequência de uso de apenas 0,14%.
No letão, a letra ķ é uma consoante muda e palatalizada.